# Північ Піунейру-Паранаенсі (мезорегіон)
Північ Піунейру-Паранаенсі (порт. Mesorregião do Norte Pioneiro Paranaense) — адміністративно-статистичний мезорегіон в Бразилії, входить в штат Парана. Населення становить 542 910 чоловік на 2006 рік. Займає площу 15 726,675 км². Густота населення — 34,5 чол./км².

## Склад мезорегіону
В мезорегіон входять наступні мікрорегіони:
1. Асаї
2. Корнеліу-Прокопіу
3. Їбаїті
4. Жакарезінью
5. Венсеслау-Брас

| Бразилія | Це незавершена стаття з географії Бразилії. Ви можете допомогти проєкту, виправивши або дописавши її. |